# 迪克·邦特
理查德·J·邦特（英語：Richard J. Bunt，1930年7月13日—），美国NBA联盟前职业篮球运动员。